# Liste der geschützten Landschaftsbestandteile im Landkreis Rostock
Die Liste der geschützten Landschaftsbestandteile im Landkreis Rostock nennt die geschützten Landschaftsbestandteile im Landkreis Rostock in Mecklenburg-Vorpommern.

## Liste
| Bild                              | Nr.     | Bezeichnung                                | Gemarkung   | Position                                         | Beschreibung | Verordnung |
| --------------------------------- | ------- | ------------------------------------------ | ----------- | ------------------------------------------------ | --- | ---------- |
|                                   | DBR 001 | Trollblumenwiese Werle                     | Kassow      | 53° 53′ 40,2″ N, 12° 5′ 33,8″ O                  | 8 ha. Trollblumenbestand, wertvolle Pflanzenart. | 2001       |
| weitere Bilder                    | DBR 003 | Stubbendorfer Apfelbaum und seine Umgebung | Stubbendorf | 54° 5′ 16,4″ N , 12° 32′ 23,3″ O 54.0879 12.5398 | 0,24 ha. Ökologisch und kulturhistorisch besonders wertvolle Gehölzstruktur mit einem ca. 350–450 Jahre alten Apfelbaum, einer ca. 120 Jahre alten Stieleiche sowie mehren Ulmen einschließlich ihrer landwirtschaftlich nicht genutzten Umgebung. Besondere kulturhistorische Bedeutung. GLB gemeinsam mit dem Landkreis Nordvorpommern ausgewiesen. | 2009       |
|                                   | DBR 004 | Bassewiese Wesselstorf                     | Selpin      | 53° 57′ 35,4″ N, 12° 30′ 37,4″ O                 | 6,5 ha. Entwicklung einer zusammenhängenden Wiesenfläche, deren Vegetationsschicht hauptsächlich aus anspruchslosen, Nährstoffarmut anzeigenden und teilweise in ihrem Bestand gefährdeten Kräutern besteht. Von herausragender Bedeutung für den Biotopverbund im Landschaftsraum.                                                                   | 2010       |
| Grenzer See mit Ornithologenhütte | DBR 005 | Grenzer See                                | Bröbberow   | 53° 57′ 48,2″ N, 12° 2′ 10″ O                    | 10,35 ha. Schutzzweck ist die Erhaltung und Sicherung einer wiedervernässten Ackersenke. Sie hat eine besondere Bedeutung als Lebensraum einer großen Anzahl gefährdeter und vom Aussterben bedrohter Tier- und Pflanzenarten, insbesondere einer reichhaltigen Wasservogelwelt, sowie von Amphibien und an Wasser gebundenen Insekten.               | 2010       |
|                                   | DBR 006 | Viehbruch                                  | Sanitz      | 54° 4′ 32,8″ N, 12° 25′ 42,1″ O                  | 31,31 ha. Schutzzweck ist die Erhaltung und Sicherung einer wiedervernässten Moorsenke. Sie hat besondere Bedeutung als Lebensraum einer großen Anzahl gefährdeter und vom Aussterben bedrohter Tier- und Pflanzenarten, insbesondere einer reichhaltigen Wasservogelwelt sowie von Amphibien und an Wasser gebundenen Insekten.                      | 2001       |